# Меллер, Герман
Ге́рманн Ме́ллер (дат. Hermann Møller, 13 января 1850, Ерпстед, Дания — 5 октября 1923, Копенгаген) — датский лингвист, известный трудами по сравнительно-историческому языкознанию. Главный тезис Меллера — индоевропейские и семитские языки являются генетически родственными.

## Научные труды
Сначала теория Меллера не имела много сторонников и до сих пор редко упоминается в литературе. Однако в свое время её поддержали такие выдающиеся языковеды, как Хольгер Педерсен и Луи Ельмслев.
Теорию Меллера разрабатывал во Франции Альбер Кюни (1924, 1943, 1946), а в наше время последователем Меллера является американский языковед Саул Левин (1971, 1995, 2002). Именно благодаря Меллеру Гольгер Педерсен включил в свою ностратическую языковую семью хамито-семитские языки. Идеи Меллера были поддержаны В. Ильич-Свитичем и А. Р. Бомхардом.
Главная работа Меллера — «Сравнительный индоевропейско-семитский словарь» (Vergleichende indogermanisch-semitische Wörterbuch), опубликованный в 1911 году. В труде «Семитско-доиндоевропейские ларингальные согласные» (Die semitisch-vorindogermanischen laryngalen Konsonanten, 1917) предложил свой вариант ларингальной теории.

## Избранные работы
- Møller, Hermann. 1906. «Semitisch und Indogermanisch. Teil l. Konsonanten.» Kopenhagen: H. Hagerup, 1906. (переиздание: 1978. Hildesheim — New York: Georg Olms. ISBN 3487066696.)
- Møller, Hermann. 1911. «Vergleichendes indogermanisch-semitisches Wörterbuch.» Kopenhagen. (перепечатка: 1970, переиздание: 1997. Геттинген: Vandenhoeck Ruprecht and. ISBN 3525261152.)
- Møller, Hermann. 1917. «Die semitisch-vorindogermanischen laryngalen Konsonanten.» København: Andr. Fred. Høst.